# Timur Laut
Timur Laut is een district in de Maleisische deelstaat Penang.
Het omvat het noordoosten van het eiland Penang, met de hoofdstad George Town.
Het district telt 520.000 inwoners op een oppervlakte van 100 km².